# Porto Rico ai Giochi della XXIV Olimpiade
Porto Rico partecipò ai Giochi della XXIV Olimpiade, svoltisi a Seul, Corea del Sud, dal 17 settembre al 2 ottobre 1988, con una delegazione di 47 atleti impegnati in dodici discipline.